# Aleko Konsztantinov
Aleko Konsztantinov (bolgárul: Алеко Константинов; Szvistov, 1863. január 1. – Radilovo közelében, 1897. május 11.) bolgár író, humorista és publicista. Bulgária egyik legjelentősebb szatirikus szerzőjeként tartják számon, legismertebb műve a „Baj Ganyo” (Bai Ganyo), amelyet gyakran a bolgár társadalom görbe tükrének tekintenek.

## Élete és pályafutása
Konsztantinov jómódú kereskedő családban született a Duna-parti Szvistov városában. Tanulmányai során többek között jogot is hallgatott, majd hamar elismert író és közéleti személyiség lett. Legnagyobb sikere a „Baj Ganyo” című szatirikus mű, amely eredetileg elbeszélések sorozataként látott napvilágot, és a bolgár társadalom visszásságaira hívta fel a figyelmet.
Szenvedélyes utazó volt: kortársai szerint már-már „kozmopolita”. A korabeli feljegyzések tanúsága szerint ő volt az első bolgár író, aki eljutott Chicagóba (1893-ban), és ott szerzett élményeiről is publikált. Szatirikus esszéiben és cikkeiben gyakran kritizálta a politikai, valamint a társadalmi viszonyokat, s ezzel kivívta egyes körök ellenszenvét.

## Tragikus halála
1897-ben, amikor Radilovo közelében tartózkodott, merénylet áldozata lett. Halálának pontos körülményei a mai napig tisztázatlanok, de a kortársak és a későbbi kutatók többsége úgy véli, hogy a társadalmi és politikai visszásságokat bíráló írásai miatt vált célponttá.

## Művei
- Báj Gányo (bolgárul: „Бай Ганьо”, 1895 körül): Szatirikus elbeszélés- és történetsorozat, amely Bulgáriában ikonikussá vált. Főhőse, Baj Ganyo, számos sztereotípiát és társadalmi ellentmondást jelenít meg, sokszor humoros és karikírozott formában.
- Do Chicago i nazad (magyarul kb. „Chicagóba és vissza”, 1893): Úti élményeit és benyomásait tartalmazó mű, amelyet egyesek az első modern bolgár utazási beszámolónak tekintenek.

## Öröksége
- Többen úgy vélik, hogy Aleko Konstantinov kezdeményezte Bulgáriában az egyik első, szervezett turisztikai mozgalmat.
- Arcképe és neve megjelenik a bolgár pénzérméken (pl. az 50 stotinkáson).
- Számos intézmény, létesítmény és helyszín őrzi emlékét, többek között az Aleko Point az Antarktiszon.